# 比尼耶尔
比尼耶尔（法語：Bugnières，法語發音：[byɲɛʁ]）是法国上马恩省的一个市镇，属于肖蒙区。

## 地理
比尼耶尔（47°56'38"N, 5°6'5"E）面积18.29 平方千米，位于法国大東部大區上马恩省，该省份为法国东北部内陆省份，北起马恩省和默兹省，西接奥布省，西南接科多尔省，东南接上索恩省，东临孚日省。
与比尼耶尔接壤的市镇（或旧市镇、城区）包括：欧容河畔日耶、莱丰、马拉克、里什堡、泰尔纳、巴鲁瓦地区阿尔克。

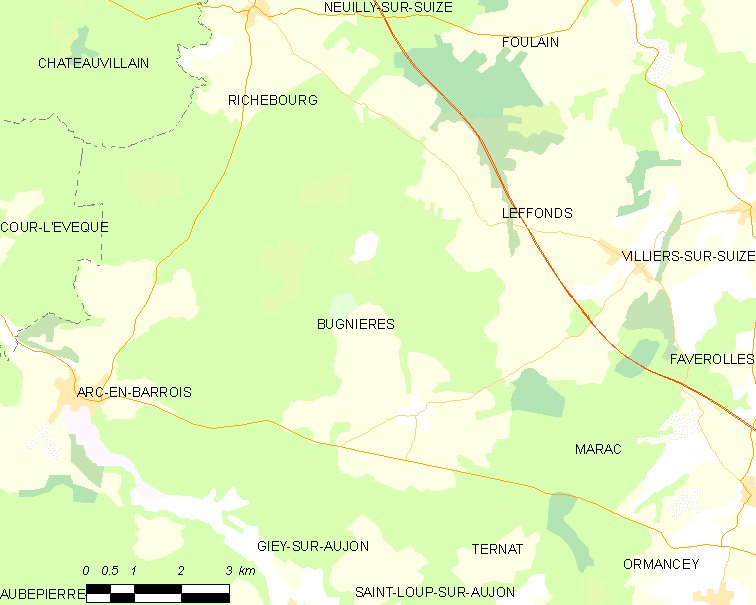
比尼耶尔的OSM定位图

比尼耶尔的时区为UTC+01:00、UTC+02:00（夏令时）。

## 行政
比尼耶尔的邮政编码为52210，INSEE市镇编码为52082。

## 政治
比尼耶尔所属的省级选区为沙托维兰县。

## 人口

1962-2008年间比尼耶尔人口变化图示

比尼耶尔于2022年1月1日时的人口数量为157人。